# Meladema
Meladema (лат.) — род жуков семейств плавунцы (Dytiscidae)

## Описание
Отличительной особенностью рода является строение скульптуры на надкрыльях, характеризуемое отчётливыми серповидно-поперечными вдавлениями, с заметной тонкой сеточкой, расположенной между ними. У самца — на вершине парамеров имеются длинные волоски.

## Распространение
Ареал рода Meladema coriacea включает значительную часть юга Европы (Пиренейский, Апеннинский и Балканский полуострова), Ближний Восток и Северную Африку. Вид Meladema imbricata является эндемиком Испании. Вид Meladema lanio — эндемик острова Мадейра.

## Классификация
Включает четыре вида:
- Meladema coriacea Castelnau, 1834
- Meladema imbricata Wollaston, 1871
- Meladema lanio (Fabricius, 1775)
- Meladema lepidoptera Bilton & Ribera, 2017